# Jardins Kyū-Furukawa

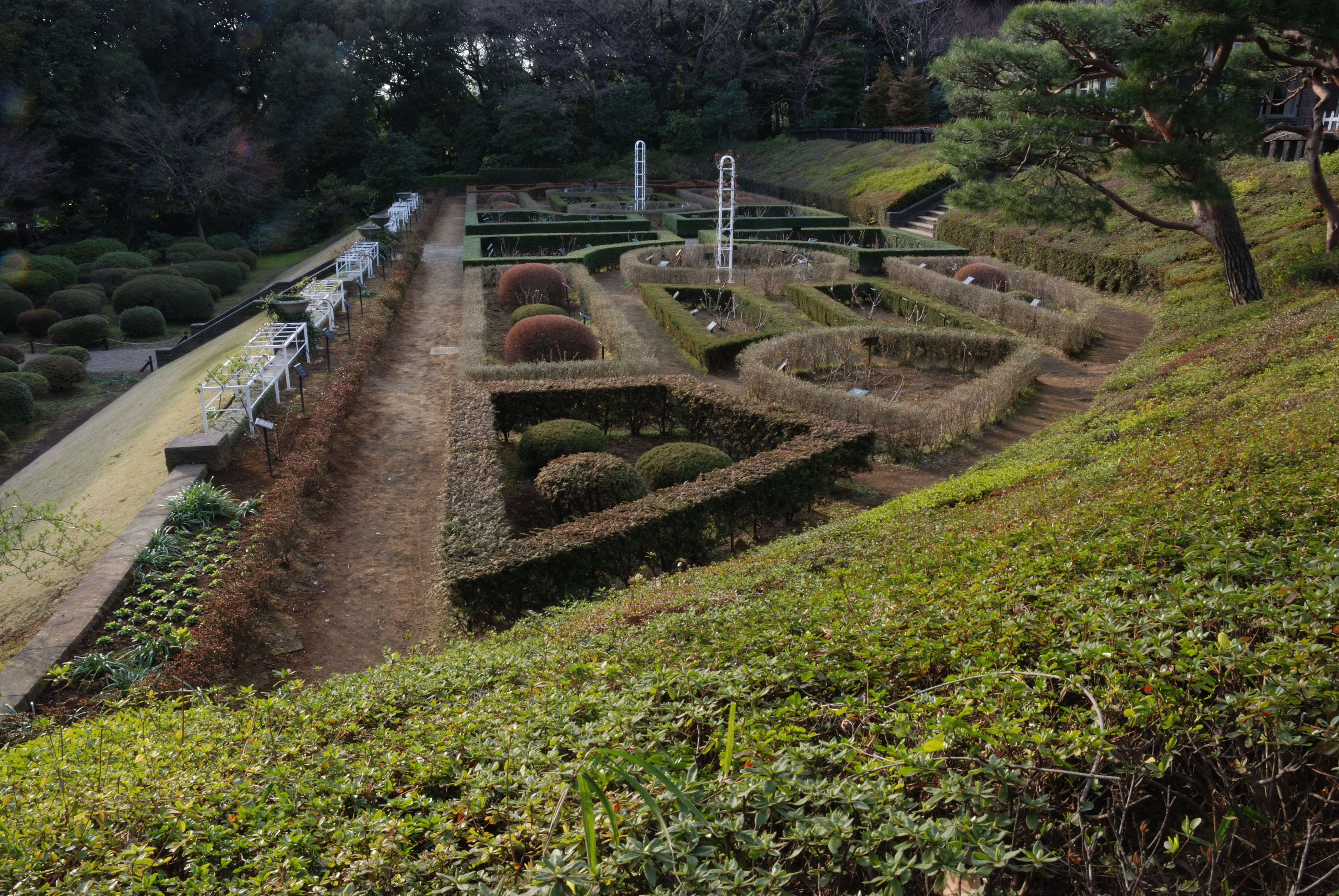

Les jardins Kyū-Furukawa (旧古河庭園, kyū-furukawa teien) sont un parc métropolitain de Tokyo situés à Kita-ku. Le parc comprend un ancien bâtiment occidental, un jardin de roses et un jardin japonais.

## Histoire
Le bâtiment et les jardins occidentaux sont dessinés et construits en 1917 par le Britannique Josiah Conder. L'ensemble du site est à l'origine la propriété du politicien Mutsu Munemitsu. Le parc dans son état actuel est ouvert au public en 1956.

## Accès
L'entrée est de 150 yen (1,45 €) et le parc est ouvert jusqu'à 17h. Les stations les plus proches sont la gare de Kami-Nakazato sur la ligne Keihin-Tōhoku et la station Nishigahara sur la ligne de métro Namboku.

## Anecdotes
- Le jardin et le bâtiment ont inspiré une partie de l'île Rokkenjima dans le visual novel Umineko no naku koro ni.